# بنت الهوى (فلم)
بنت الهوى فيلم دراما مصري كتبه وأخرجه يوسف وهبي. أنتج الفيلم شركة «نحاس فيلم» عام 1953، من بطولة فاتن حمامة، ويوسف وهبي، وتحية كاريوكا. يدور الفيلم حول راقصة تنجب طفلة ممن تحب، ولكنه يرفض الارتباط بها أو الاعتراف بطفلته، فتقرر الانتقام من جميع الرجال.
صدر الفيلم إلى دور العرض المصرية في أول يناير 1954.
منح موقع قاعدة بيانات الأفلام على الإنترنت (IMDB) الفيلم درجة 5.5/ 10.
منح موقع قاعدة بيانات الأفلام العربية «السينما.كوم» الفيلم درجة 4.8/ 10.

## طاقم التمثيل
يوسف وهبي: في دور رفعت بك الشربيني
فاتن حمامة: في دور زينب (زوزو)
تحية كاريوكا: في دور ننوسة (الراقصة)
ماري منيب: في دور بسيمة (خالة ننوسة)
زينات صدقي: في دور رومبا (لبيسة الراقصة ننوسة)
شفيق نور الدين: في دور دقدق (مساعد الراقصة ننوسة)
كمال حسين: في دور فؤاد رفعت الشربيني
عزيزة حلمي: في دور صفية (والدة فؤاد)
فاخر فاخر: في دور عزت (أحد ضحايا ننوسة)
عبد الحميد زكي: في دور دنجل (أحد ضحايا ننوسة)
أديب الطرابلسي: في دور زبون في الكباريه
بالاشتراك مع: عايدة كامل – الراقصة كيتي – أنور منسي – محمود لطفي – عبد الحليم القلعاوي – سيد عبد الله – خريستو كلادايكس – وهبة حسب الله – عبد المنعم بسيوني – زكي محمد حسن.

## أحداث الفيلم
توفت والدة ننوسه (تحية كاريوكا) وعمرها ٣ سنوات، وكانت أمها راقصة في الموالد، وتقوم خالتها بسيمه (مارى منيب) برعايتها حتى تكبر وتحترف إحياء الموالد، والرقص في المقاهي، وتتعرف على موظف بسيط، وتحمل منه، وتطلب منه الزواج، ولكنه يفر منها، فتنقم ننوسة على الرجال وتقرر الانتقام منهم جميعا. تصحب ننوسة مولودتها وتسافر للقاهرة، وتعمل كومبارس بالسينما، وتتنقل من أحضان رجل إلى آخر، حتى تصبح نجمة استعراضية تغني وترقص، وتلحق ابنتها زوزو (فاتن حمامة) بمدرسة داخلية، وتتركها مع خالتها بسيمة في شقة فاخرة بضاحية المعادى، وكانت تتفرغ لها يوماً في الأسبوع، دون أن تخبرها بطبيعة عملها، أو تخبر أحدا بأن لها ابنة، وكان آخر عشاق ننوسه، المليونير رفعت بك الشربيني (يوسف وهبي) الذي كان يصرف عليها ببذخ، والذي كان يترك زوجته في العزبة طوال العام، ويعيش بالقاهرة حراً طليقاً، فقد كان يرى أن زواج المصلحة أهم من زواج الحب، فهو يعطي لزوجته كامل حقوقها كسيدة للبيت، بينما يعيش هو في حرية كاملة، وكان يعيش معه في القاهرة إبنه الوحيد فؤاد (كمال حسين) الذي تخرج أخيراً من كلية الحقوق.
يتعرف فؤاد على زوزو، وتنشأ بينهما علاقة حب صادق، ويذهب فؤاد إلى ننوسة ليخطب ابنتها زوزو. كانت ننوسة صريحة وواضحة معه، وأخبرته بحقيقتها كاملة، وأقسمت له أنها ربت ابنتها زوزو، على الصون والعفاف والشرف، وعلمتها أفضل تعليم، حتى لا تصبح مثلها، وقدر فؤاد صراحتها، ووعدها خيراً، بعرض الأمر على والده، وتمسك بزوزو، رغم ما علمه عن والدتها. رفض رفعت بك زواج ابنه الوحيد، من فتاة والدتها سيئة السمعة، وزاد الطين بله، عندما علم أن أمها عشيقته ننوسه، ولكن فؤاد صمم على الزواج بزوزو، رغم تهديده بحرمانه من الميراث، وذهب رفعت بك إلى ننوسة، حيث كانت تقيم احتفالاً بعيد ميلادها، وعرض عليها مبلغاً كبيراً، لتبدأ به ابنتها حياتها مع رجل آخر، وتظاهرت ننوسة بالموافقة، وصحبت رفعت بك لعيد ميلادها، ووقف رفعت مع باقي عشاق ننوسه، يزايدون عليها بالهدايا، وحينما قدم لها رفعت بك عقد باهظ الثمن، طلبت منه أن يجثو على ركبته ويضعه في قدمها، ليدخل عليهم ابنه فؤاد، ويرى والده الوقور في هذا الوضع المخزى، وتخبره ننوسه أن والده عشيقها، لتنتقم منه، وتتأزم الأمور، ولكن زوزو تقدم على الانتحار بتناول السم، ولكنهم يتمكنوا من إنقاذها، وأمام تصميم فؤاد على الزواج من زوزو، يوافق رفعت بك، بشرط ابتعاد ننوسه عن ابنتها، خصوصاً وان الجميع لا يعلمون ان لها ابنة، ويتولى هو فقط ابلاغها أخبار ابنتها، وتوافق ننوسه، ويتزوج فؤاد من زوزو، ويسافرا للخارج لمدة ٣ سنوات، ليكمل فؤاد رسالة الدكتوراه، ويعود رفعت للعزبة، ليعيش باقى أيامه في استقامة، مع زوجته ومنقطعاً للصلاة والعبادة، بينما توجهت ننوسة إلى طنطا، وإعتزلت العمل، وحجت بيت الله لتسأله الغفران، وأكثرت من إحسانها للفقراء، ولم تنقطع رسائلها إلى رفعت، لتطمئن على ابنتها، ولكن رفعت بك كان يمزق خطاباتها، حتى فقدت ننوسة بصرها، وأشرفت على الموت، ووصلت برقية من فؤاد لرفعت بك، يخبره بميعاد الوصول. فتوجه رفعت بك لمنزل ننوسة، ليخبرها بموافقته على رؤيتها لإبنتها، ولكنها كانت قد فارقت الحياة، بينما انجبت ابنتها زوزو، ابنة جميلة أطلق عليها جدها رفعت بك اسم ننوسة.

## أغاني الفيلم
الروكى والموكى
هوبا لا هوبا ميلى يا شابه
ننوسه يا ننوسه يا حلوه يا محروسة: غناء محمد الجمّوسي الذي اشترك في تمثيل الفيلم أيضاً.

## الإنتاج
قامت شركة افلام شارل نحاس بإنتاج الفيلم.
صرحت تحية كاريوكا عن عملها في الفيلم قائلة: «عملت مع يوسف وهبي في فيلم» بنت الهوى«وكان عظيما».
كان «بنت الهوى» هو التعاون الخامس بين يوسف وهبي وفاتن حمامة، التي التقت لأول مرة مع يوسف وهبي وهي في سن الحادية عشر، وكانت إحدى شركات السينما قد قامت بدعوة نجوم الفن، والعاملين في السينما لمناقشة مشكلة الفيلم الخام عام 1942، وعندما دخل يوسف وهبي قام بتحية الحاضرين، ووجد صبية تجلس بين السيدات، وعندما بدأ الاجتماع قال: «أرجو من السيدات إخراج اطفالهن خارج القاعة منعاً للإزعاج»، فتلفت السيدات الحاضرات ولم يجدن أي أطفال، فسألت راقية إبراهيم الفنان الكبير قائلة: «مفيش حد جايب ولاده ياأستاذ»، وهنا أشار يوسف وهبى إلى فاتن حمامة، وقال: «أمال بنت مين دى»، فضحك الجميع، وسارعت الصبية لتقول: «أنا فاتن حمامة ياأستاذ»، فضحك يوسف وهبي، وبعد الاجتماع دعا فاتن حمامة ليسند لها دوراً هاماً في فيلم «ملاك الرحمة».

## روابط خارجية
- بنت الهوى على موقع IMDb (الإنجليزية)
- بنت الهوى على موقع الدهليز
- بنت الهوى على موقع قاعدة بيانات الأفلام العربية